# Масло бархатцев
Масло бархатцев — эфирное масло, содержится в цветущих растениях бархатцев (Tageta minuta L.), культивируемых в государствах Европы, Южной Америки и Африки.

## Свойства
Масло бархатцев — подвижная, легко застывающая жидкость тёмно-жёлтого или зелёного цвета со своеобразным пряным запахом.
Растворимо в этаноле (1:1 в 96%-м) и органических растворителях, нерастворимо в воде.
| {\displaystyle {\mbox{d}}_{4}^{20}} | {\displaystyle [{\mbox{n}}]_{\mbox{D}}^{20}} | {\displaystyle [\alpha ]_{\mbox{D}}^{20}} | Кислотное число | Эфирное число |
| ----------------------------------- | -------------------------------------------- | ----------------------------------------- | --------------- | ------------- |
| 0,859 ÷ 0,896                       | 1,5080 ÷ 1,5210                              | +2 ÷ +4                                   | 1,8 ÷ 3,0       | 2,0 ÷ 8,5     |

## Химический состав
В состав масла входят мирцен, оцимен, терпинолен, терпинены, лимонен, β-пинен, туйен, сабинен, кариофиллен, аромадендрен, линалоол, гераниол, α-терпинеол, эвдеемол, нонаналь, деканаль, цитраль, фенилацетальдегид, диметилоктанон и другие компоненты.

## Получение
Получают из свежих цветущих растений путём отгонки с паром, выход масла 0,21 — 1,8%.
Основные производители — Франция, Индия, ЮАР.

## Применение
Применяют как компонент парфюмерных композиций и отдушек для косметических изделий.